# 巴塞罗那大学
巴塞罗那大学（縮寫UB），是位于西班牙加泰罗尼亚自治区首府巴塞罗那的世界一流公立大学，始建于1450年，拥有500多年来累积的师资以及教学经验，为加泰罗尼亚最古老、面积最大以及学生和教职人员最多的大学，在国际范围有着一定的影响力，有着众多与世界百强大学合作的交换生计划。巴塞罗那大学为文理型大学，以文科、理科为主，工科为辅，医学类为巴塞罗那大学最强的学科，在世界领域有着较高的影响力。
巴塞罗那大学在众多权威大学排名中都位居西班牙榜首，2021年USNEWS世界大学排名中位居世界第90，2021年ARWU软科排名世界第151-200，2021年QS世界大学排名中位居世界第183，均为西班牙第一。巴塞罗那大学还是科英布拉集团（CG）、欧洲研究型大学联盟（LERU）、国际公立大学论坛（IPFU）的成员以及CHARM-EU大学联盟的创始及领导大学，故巴塞罗那大学通常被认为是西班牙最顶尖以及欧洲最具影响力的大学之一。

## 大學組織架構
巴塞罗那大学下属16个系以及10个学院，73个本科学科，157个硕士学科以及48个博士学科。此外，巴塞罗那大学还拥有16个图书馆以及大学专属的体育中心，如篮球场足球场网球场等。大学的建筑总面积682.107m2，且巴塞罗那大学还有3亿6千800万欧元的资金来维持各种人力设施以及发展以及扩建大学。

## 院系设置
巴塞罗那大学的16个院系分别为:
- 法学
- 化学
- 哲学
- 物理学
- 生物学
- 教育学
- 心理学
- 美术学
- 地球科学
- 地理学与历史学
- 经济学与商业学
- 语言学与传播学
- 数学与计算机学
- 医学与健康科学
- 信息学与视听媒体学
- 医药学与食品科学

## 学科情况
根据2021年US.NEWS世界大学排名榜单，巴塞罗那大学世界排名世界前50的学科种类分别为:
- 肠胃病学和肝病学（世界第5）
- 传染病学（世界第14）
- 神经科学（世界第34）
- 临床医学（世界第35）
- 药理学与毒理学（世界第37）
- 精神病学与心理学（世界第38）
- 肿瘤学（世界第40）
- 心脏学与心血管学（世界第45）
- 外科手术学（世界第46）

排名最靠后的则为工程学（世界第401）以及计算机科学（世界第282）

## 学生情况
2021年，巴塞罗那大学共有41,750名本科生，5,337名硕士生，4,582名科研人员以及8,894名其他研究生。巴塞罗那大学每年都会有1万名以上的新本科生以及3到4千硕士研究生入学，其中6成以上都是女生(63-65%),每年的毕业人数也都维持在1万左右。
2021年，巴塞罗那大学本科生最多的院系分别是经济学与商业学系（6802人），教育学系（5902人），法学系（5212人）以及医学与健康科学系（4380人）; 最少的院系为地球科学系（436人）信息学与视听媒体学系（600人）以及哲学系（686人）。

## 师资情况
2021年，巴塞罗那大学拥有5773名大学教师，教授以及科研人员，2362名各类工作人员和466名专业导师.

## 国际交流
巴塞罗那大学是一所非常国际化的大学，拥有140种不同国籍的12.456名外国籍学生。巴塞罗那大学与世界排名前200的大学（根据泰晤士大学排名）拥有116个交换计划，且在全世界有3754个与各国大学交换计划，每年都有1300-1500名巴塞罗那大学的学生去世界各地参加交换活动。

## 著名校友
- 优斯普·克拉鲁斯：篮球教练。
- 沙維亞·巴禾·基文尼斯：足球教练。
- 祖安·拿樸達：巴塞罗那足球俱乐部主席。
- 朱塞普·科马斯·索拉（1868年－1937年）：天文学者
- 曼努埃尔·卡多纳：物理学者。
- 哈维尔·塞尔加斯：作家，评论家。
- 张西祥：美国物理学会会士。
- 伊莎貝拉·庫謝特：女性导演。[6]
- 卡梅·查孔（1971年－2017年）：西班牙女性政治家，曾出任住房大臣（2007年－2008年）及国防大臣（2008年－2011年）。
- 阿圖爾·馬斯：加泰隆尼亞政府主席；加泰罗尼亚民主统一党总书记。
- 内乌丝·蒙特：女性政治家，2015年至2016年担任加泰罗尼亚自治区政府副主席。
- 奧里奧爾·容克拉斯：政治家，2016年1月至2017年10月间任加泰罗尼亚自治区政府副主席。
- 胡里奥·安吉塔：西班牙共产党总书记。
- 圣地亚哥·拉蒙-卡哈尔：1906年诺贝尔生理学或医学奖得主。[7]
- 胡利安·埃蘭斯·卡薩多：天主教司鐸級樞機。
- 范康仁：羅馬天主教司鐸、蒙席。

## 图集

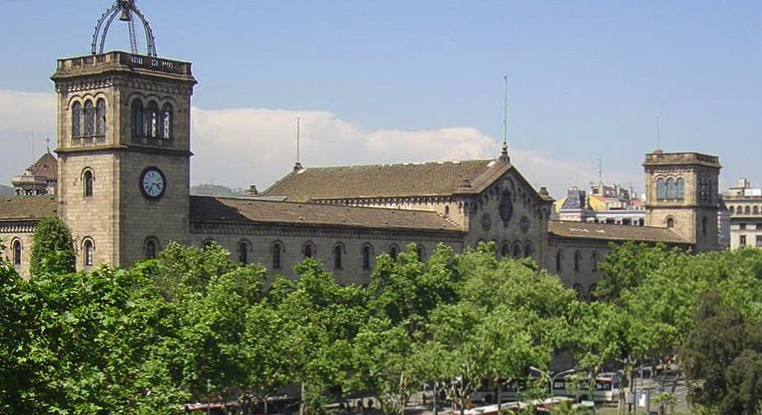
历史建筑，建于1863-1882年间
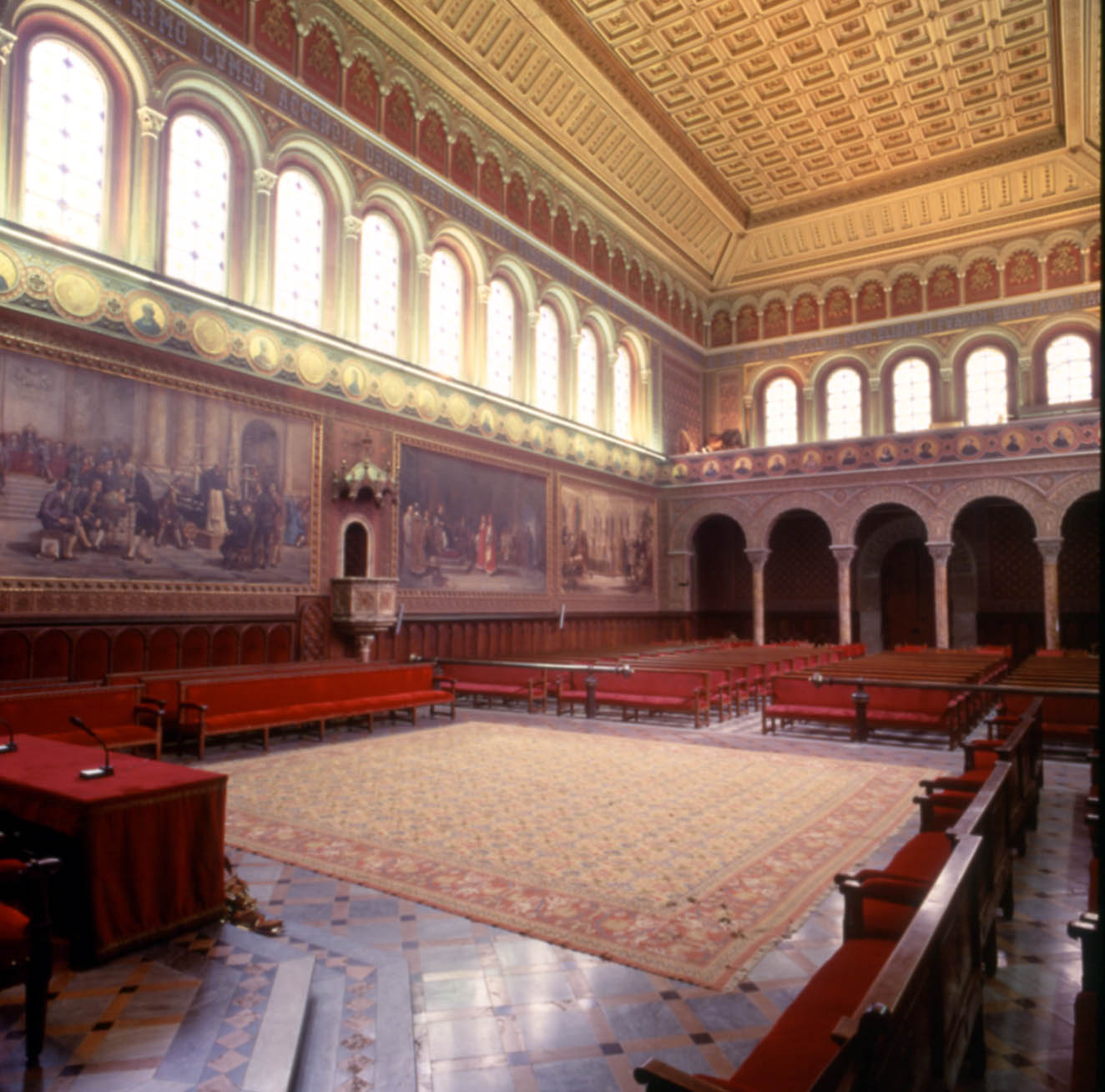
大学礼堂，建于1884年
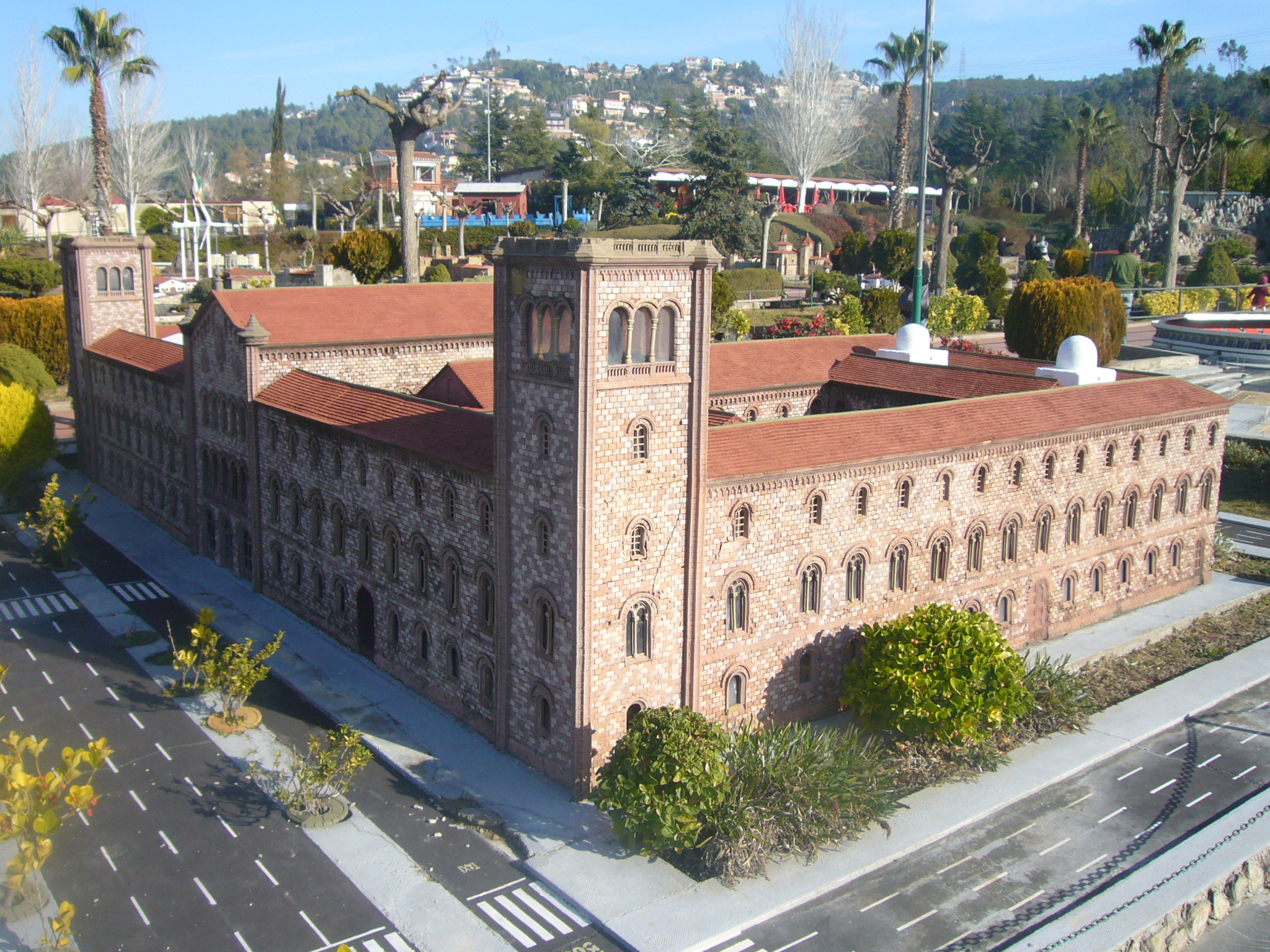
微缩建筑
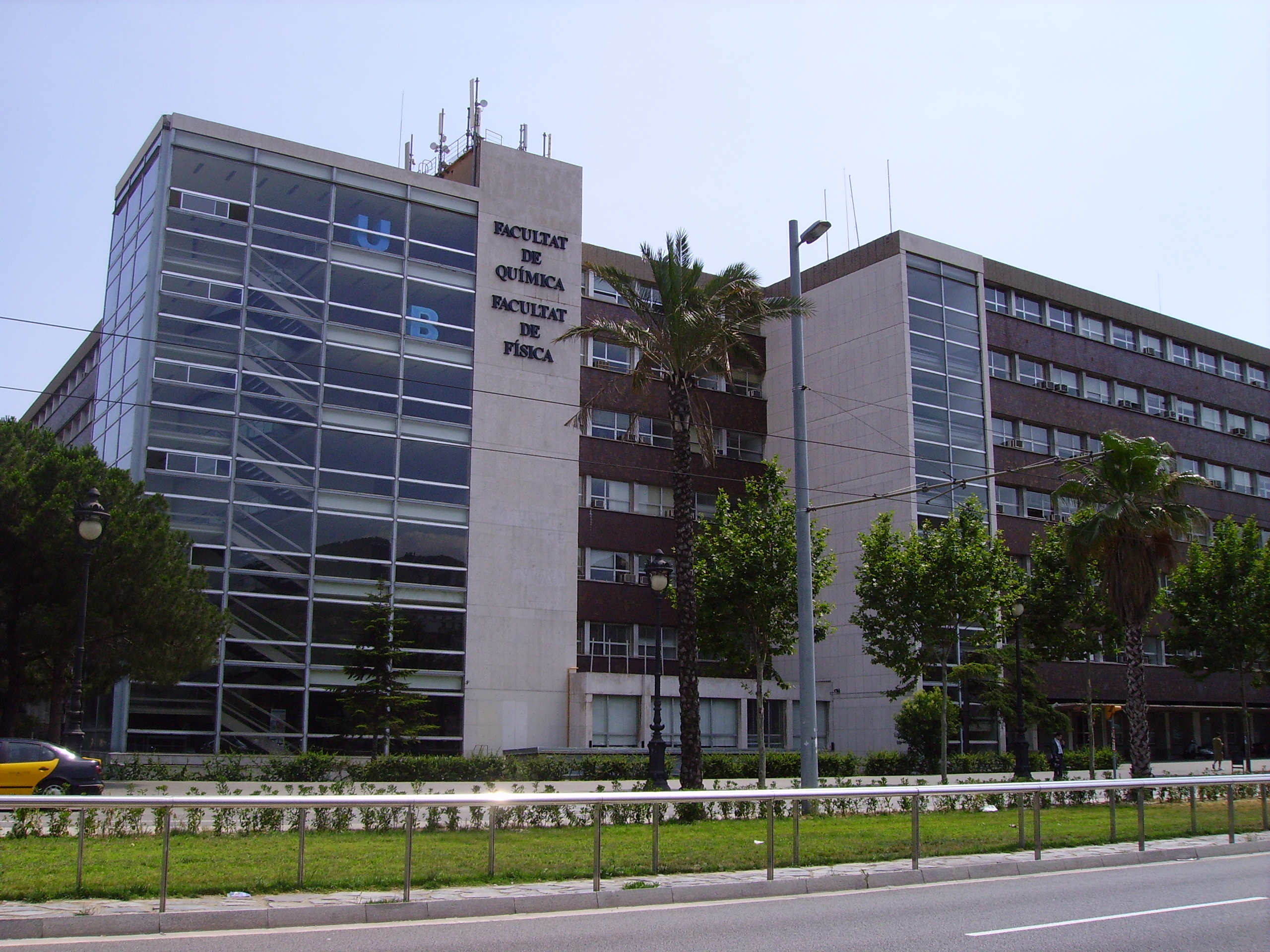
物理与化学学院
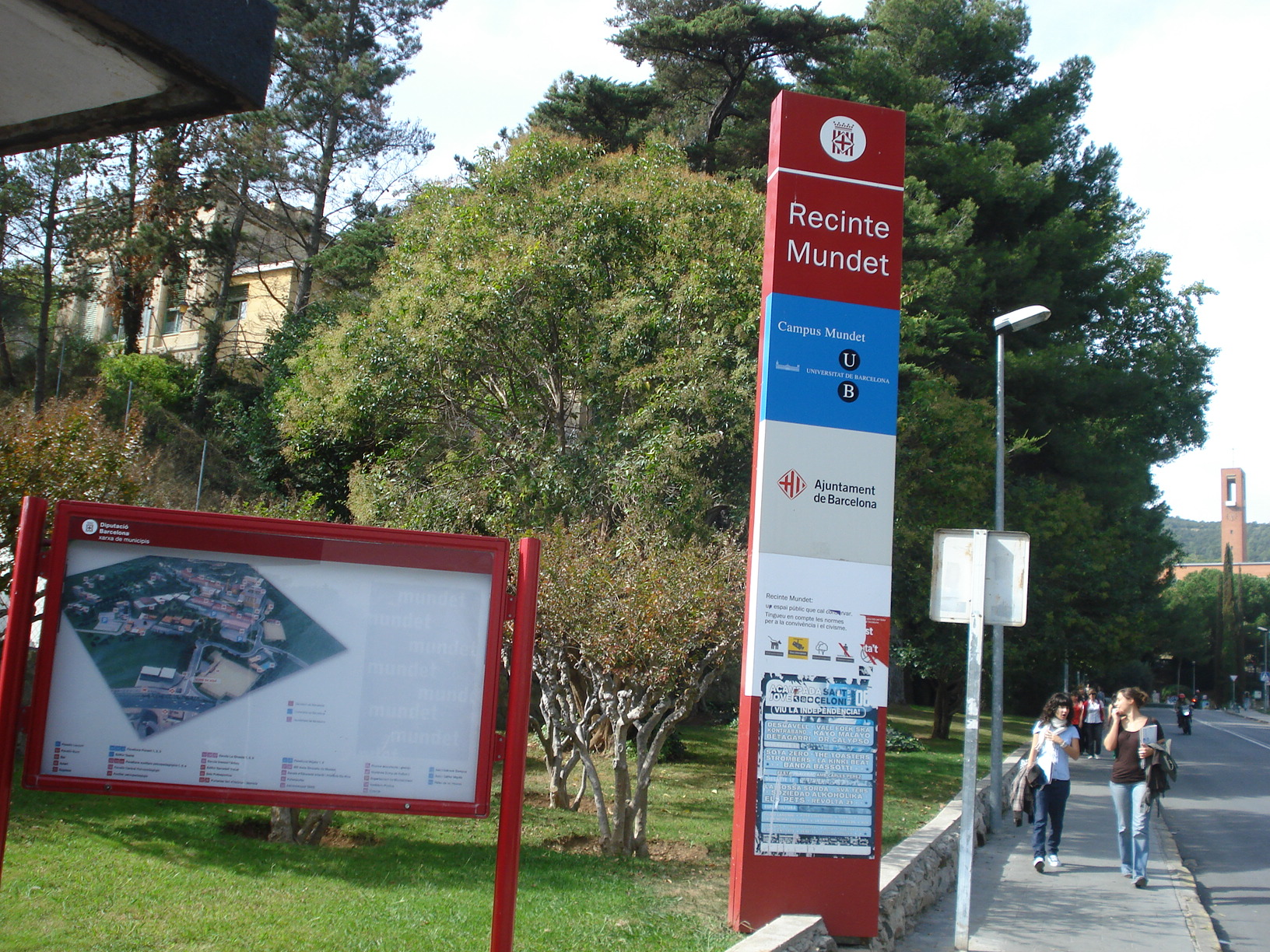
Mundet校区
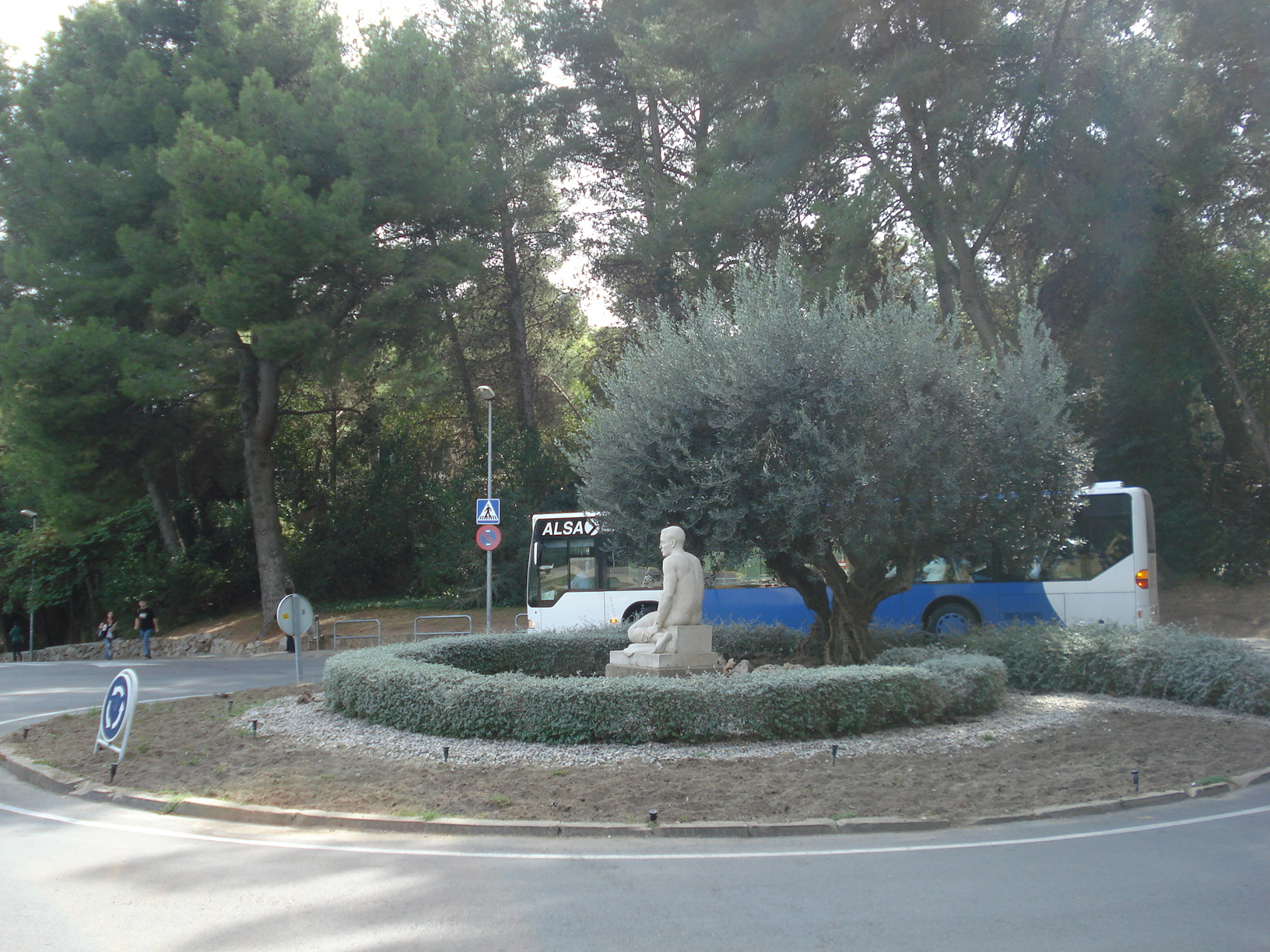
Mundet校区：包括教育学和心理学学院。

## 外部連結
- （文）（英文）（西班牙文）巴塞罗那大学 （页面存档备份，存于）